# Doxa Gikanji
 (mai 2020).
Doxa Gikanji  est un footballeur congolais professionnel qui joue comme milieu de terrain à l'US Tshinkunku.

## Carrière internationale

### Buts en équipe nationale
Les scores et les résultats indiquent d'abord le but de la RD Congo.
| Non | Date            | Lieu                          | Adversaire | But  | Résultat | Compétition                            |
| --- | --------------- | ----------------------------- | ---------- | ---- | -------- | -------------------------------------- |
| 1.  | 30 janvier 2016 | Stade Amahoro, Kigali, Rwanda | Rwanda     | 1 –0 | 2–1 (p)  | Championnat d'Afrique des Nations 2016 |

## Vie privée
Doxa est mariée à Prisca Kapinga. Il est le fils de Crispin Gikanji et Dorothée Muhenga affectionne les feuilles de manioc (Pondu) et le poisson fumé (Misombi). Un plat traditionnel qu’il aime manger avec le fufu. Il est diplômé en Chimie-Biologie. Il a une licence en biologie médicale de l'Université de Kinshasa.